# 彰德府

彰德府在河南省的位置（1820年）

彰德府，金朝时设置的府，在今河南省、河北省境。
金朝明昌三年（1192年）改相州置彰德府，治安阳县（今河南省安阳市境）。元朝至元初年，改为彰德路。
明朝洪武元年（1368年），复为府，屬河南，治安阳县，共领一州六县，分别为磁州（领武安县、涉县）、安阳县、临漳县、汤阴县、林县。辖境相当今河南省鹤壁、林州、汤阴、安阳及河北省涉县、磁县、临漳、武安等市县地。
清初沿袭明制。雍正二年（1724年），直隸省大名府内黄县划入，磁州归属广平府。终清一朝，下领七县：安阳县、临漳县、汤阴县、林县、武安县、涉县、内黄县，考评：冲，繁。1913年，全国废府，废。

## 明代知府
- 管子英，洪武六年任
- 巨濟，陕西邠州人，洪武十三年任
- 吴成，江南舒城人，洪武二十八年任
- 陈文通，湖广武昌人，洪武末年任
- 张元亨，江西吉水人，洪武年任
- 應琚，浙江蕭山人，永樂十二年任
- 杨缙，浙江歸安人，永樂十二年任
- 刘泽，山东平阴人，永樂年任
- 施俊，浙江嘉兴人，永樂年任
- 傅禄，江西浮梁进士，宣德年任
- 方鲤，福建莆田进士，正統年任
- 許侃，山东临邑进士，正統年任
- 趙恭，陕西环县人，正統年任
- 王锐，北直遷安进士，正統年任
- 刘彧，山东益都人，正統年任
- 李儁，湖广华容举人，正統年任
- 邢表，北直文安进士，成化二年任
- 王瑶，湖广襄阳进士，成化六年任
- 曹隆，湖广兴宁进士，成化年任
- 焦顯，山东德州進士，成化年任
- 左燁，江南泾县进士，成化十九年任
- 鲍恺，浙江鄞县举人，成化年任
- 冯忠，浙江慈溪进士，弘治八年任
- 刘聪，陕西中部进士，弘治十五年任
- 罗璋，山东历城进士，正德三年任
- 严经，江南吴县进士，正德年任
- 趙廉，北直大兴人，正德年任
- 陈策，山东单县进士，正德十三年任
- 张惠，山东宁海进士，嘉靖二年任
- 馬朝卿，山东阳信进士，嘉靖五年任
- 王天民，山东鱼台进士，嘉靖十年任
- 彭辨之，江南霍山进士，嘉靖十二年任
- 王三省，陕西朝邑进士，嘉靖十四年任
- 王旒，山东济阳进士，嘉靖十六年任
- 贾士元，陕西凤翔进士，嘉靖十八年任
- 張鳧，山东莱阳进士，嘉靖十九年任
- 高鸾，北直永年進士，嘉靖二十年任
- 曹韩，陕西咸宁进士，嘉靖二十三年任
- 李文昇，北直濬县进士，嘉靖二十六年任
- 陈洪濛，浙江仁和进士，嘉靖二十八年任
- 馬震章，江南溧阳进士，嘉靖三十二年任
- 陈绛，浙江上虞進士，嘉靖三十六年任
- 贾天爵，山西襄垣进士，嘉靖三十八年任
- 傅汝礪，陕西南郑进士，嘉靖三十九年任
- 李玳，北直霸州進士，嘉靖四十二年任
- 张天驭，北直深州進士，嘉靖四十四年任
- 陈应麟，锦衣卫籍进士，隆慶元年任
- 曹子朝，江南长洲进士，隆慶五年任
- 刘寅，北直博野进士，隆慶六年任
- 贺邦泰，江南丹阳进士，万历二年任，五年升山西副使去
- 常存仁，山西高平进士，万历五年任，九年升陕西副使去
- 李瑱，山西解州進士，万历九年任，十四年升山东副使去
- 陳九仞，福建漳浦进士，万历十四年任，十六年升河南副使去
- 钟昌，广东东莞进士，万历十五年任，十七年升福建盐运使去
- 林鳴盛，福建莆田进士，万历十七年任
- 何鲤，江南武进进士，万历十九年任
- 李自謙，北直枣强举人，万历二十一年任
- 史记勋，浙江餘姚進士，万历二十三年任
- 姚善，江西浮梁进士，万历二十五年任
- 冯盛明，北直涿州进士，万历二十七年任
- 梁宜生，山东郓城进士，万历二十八年任
- 苏茂相，福建晋江进士，万历二十九年任
- 刘兆文，山东莱阳进士，万历三十年任
- 徐天宠，江南江都进士，万历三十四年任，三十五年调開封府
- 冯盛典，浙江嘉善进士，万历三十五年任，三十八年升两淮运使去
- 梁一龍，山西襄陵进士，万历四十年任
- 岳储精，山东观城进士，万历四十二年任
- 高金體，浙江臨安进士，万历四十四年任
- 张国锐，锦衣卫籍进士，万历四十七年授[3]，未任
- 徐九章，直隶景州進士，万历四十七年任[4]
- 张梦鲸，山东齊東進士，天啓元年任，三年升河南副使去
- 李燁然，山东汶上进士，天啓三年任
- 白貽清，江南武进进士，天啓四年任，六年升陕西副使去
- 陈基虞，福建同安進士，天啓六年任
- 张允恭，山东掖县进士，崇祯四年升，五年调延安府
- 林玄，福建莆田进士，崇祯五年任，六年降大理寺副
- 李公门，举人
- 黄建中
- 万里，举人
- 陈礼，举人